# 맥아더땃쥐
맥아더땃쥐(Crocidura macarthuri)는 땃쥐과에 속하는 포유류의 일종이다. 케냐와 소말리아에서 발견된다. 자연 서식지는 건조한 사바나 숲이다. 서식지 감소로 멸종 위협을 받고 있다.